# Łukasz Alfred Fuchs
Łukasz Alfred Fuchs (ur. 18 października 1840 w Warszawie, zm. 23 sierpnia 1916 w Łodzi) – polski nauczyciel w rosyjskiej szkole – Wyższej Szkole Rzemieślniczej w Łodzi, w czasie zaborów, w zaborze rosyjskim.

## Studia
Ukończył studia chemiczne w Szkole Głównej Warszawskiej, otrzymując w 1869 tytuł magistra.

## Praca zawodowa
Od 11 grudnia 1875 pracował jako laborant na Uniwersytecie Warszawskim. Od 15 stycznia 1877 pracował jako nauczyciel w Gimnazjum w Pińczowie. Od 1 stycznia 1878 pracował jako nauczyciel przyrody i technologii chemicznej w Wyższej Szkole Rzemieślniczej w Łodzi – wbrew nazwie, była to średnia szkoła techniczna, pierwsza taka państwowa szkoła nie tylko w Łodzi, ale i w całym imperium rosyjskim. Od 10 września 1898 był nauczycielem korespondencji handlowej w Szkole Handlowej Zgromadzenia Kupców, był jednym z najbardziej poważanych nauczycieli. Od 10 września 1902 uczył towaroznawstwa w Gimnazjum Żeńskim Cecylii Waszczyńskiej w Łodzi. W maju 1905 przeszedł na emeryturę.

## Publikacja
Wraz z Bolesławem Knichowieckim, łódzkim aptekarzem jest autorem książki Woda łódzka pod względem sanitarnym, wydanej drukiem w Łodzi w 1886. 
W 1897 mieszkał przy ul. Długiej (obecnie ul. Gdańska) 48.